# Зольник (археология)
Зо́льник — тип археологического памятника, место, связанное с культовыми действиями, курганообразные насыпи с включениями золы из очагов, остатков бытовой деятельности и жертвоприношений (обломков сосудов, разнообразных вещей, костей животных, а иногда и людей) на древних поселениях человека. Древнейшие зольники известны в культурах позднего бронзового века до средневековья евразийской степи и лесостепи. Эти памятники были распространены на огромной территории от Балкан и Подунавья до Приуралья, от Посемья до Крыма и Северного Кавказа.
Зольники нередко достигали значительных размеров. В насыпях часто обнаруживаются конструкции из камней, прослойки глины, очаги, что указывает на многократное использование зольника на протяжении длительного времени. Встречаются на селищах и городищах, на курганных могильниках, чаще на возвышенностях или на их склонах. Культовое значение зольников признаётся многими исследователями. Зольники являются наиболее простым типом жертвенников, на котором сжигались жертвы. Они также играли роль алтаря для сжигания жертвоприношения, туда же приносили пришедшие в негодность предметы культа, золу со всех очагов, керамику от ритуальных трапез. Иногда в насыпях выявляются сцементированные слои, скорее всего образовавшиеся в результате поливания зольника водой. Иногда вокруг таких памятников обнаруживаются разного рода ограждения, имевшие значение защиты от нежелательных внешних посягательств. Присутствие в зольниках большого количества мусора и кухонных отбросов — костей животных, черепков посуды, а также вотивных предметов быта объясняется их магическими функциями, способствующими возрождению, размножению, плодородию. Происхождение зольников остаётся невыясненным, но предположительно раньше всего они появились в Подунавье. Зольники-жертвенники распространились среди оседлых племён лесостепей, ведущих земледельческо-скотоводческое хозяйство, у которых был развит культ огня и домашнего очага.